# 凯文·斯蒂尔
凯文·斯蒂尔（英語：Kevin Still，1960年8月19日—），美国男子赛艇运动员。他曾代表美国参加1984年和1988年夏季奥林匹克运动会赛艇比赛，其中1984年奥运会获得一枚铜牌。